# Tito Losavio
Tito Losavio (Buenos Aires, Argentina, 26 de marzo de 1955) es un cantante, guitarrista, compositor y productor discográfico de rock argentino. Es reconocido por ser el guitarrista del dúo de pop rock Man Ray, junto con la cantautora Hilda Lizarazu. Losavio ha colaborado con artistas de diversos estilos, entre los que destacan Robi Draco Rosa, Andrés Calamaro, Calle 13, Palo Pandolfo, entre otros.
En su edición de septiembre de 2012, la revista Rolling Stone,  posicionado a Losavio en el puesto número 58, de Los cien mejores guitarristas según la revista Rolling Stone.

## Biografía
Sus inicios datan desde su niñez, ya que su padre era músico y compositor de música popular; después fue representante y tuvo un pequeño sello discográfico. A la edad de siete años, Losavio fue a estudiar piano, y a los quince decidió por sí mismo estudiar guitarra y se anotó en el conservatorio municipal de su ciudad.
En 1982, Losavio formó parte de la banda Biorsi, una agrupación con influencias tropicales. Aunque Biorsi pasó por diferentes formaciones, se estabilizaron en el año 1983: Tito Losavio (guitarra y voz), Adrian Lobato (bajo y voz) - hijo del coreógrafo Eber Lobato, Guillermo Medin (teclados), Juan Manuel Basavilbaso (percusión) y Pablo Méndez (batería), hasta la disolución de la agrupación en el año 1986.
Hacia el año 1987 conoce a la corista y fotógrafa Hilda Lizarazu con quien darían a formar la banda Man Ray. El dúo logró el éxito gracias a canciones que se convirtieron en hits como: «Extraño ser» (de Miguel Zavaleta), «Caribe Sur», «Sola en los bares» y  «Olvídate de mí». En paralelo a la banda también integró el grupo Los Twist, en donde participó en los dos últimos discos: Cataratas musicales (1991)  y El cinco en la espalda (1994). Con Man Ray, Losavio y Lizarazu lograron un gran éxito de ventas con todos sus discos con los que también recorrió gran parte de Latinoamérica tocando en vivo en Chile, Perú, Ecuador, Uruguay, Paraguay, México y también en Estados Unidos y en España.
En 1999 se separa Man Ray y Losavio se traslada a Madrid; en donde trabaja como productor de diversas artistas como Andy Chango. A su regreso de España; trabaja nuevamente en su faceta de productor y edita El Salmón de Andrés Calamaro de 2000 y Antojo de Palo Pandolfo de 2004. También produjo a Celeste Carballo y Chelo Zimbawe Delgado.
Losavio ha trabajado con distintos músicos del rock local como: Los Twist, Claudia Puyó, Litto Nebbia, Miguel Zavaleta, Hilda Lizarazu, Fito Páez, Gringui Herrera, Federico Gil Solá, La Zimbabwe Reggae Band, Andrés Calamaro, Fabiana Cantilo, Ariel Rot, Rubén Rada,  Fabián Von Quintiero, Charly García, etc.
También ha compuesto música para documentales y cortos. En la actualidad volvió a reunir al dúo junto a su compañera Hilda Lizarazu y editarón la placa Purpurina en el año 2013.
El 25 de mayo de 2014 formó parte de los festejos por el aniversario de la Revolución de Mayo, en el marco del show "Somos Cultura" del Ministerio de Cultura de la Nación.

## Discografía

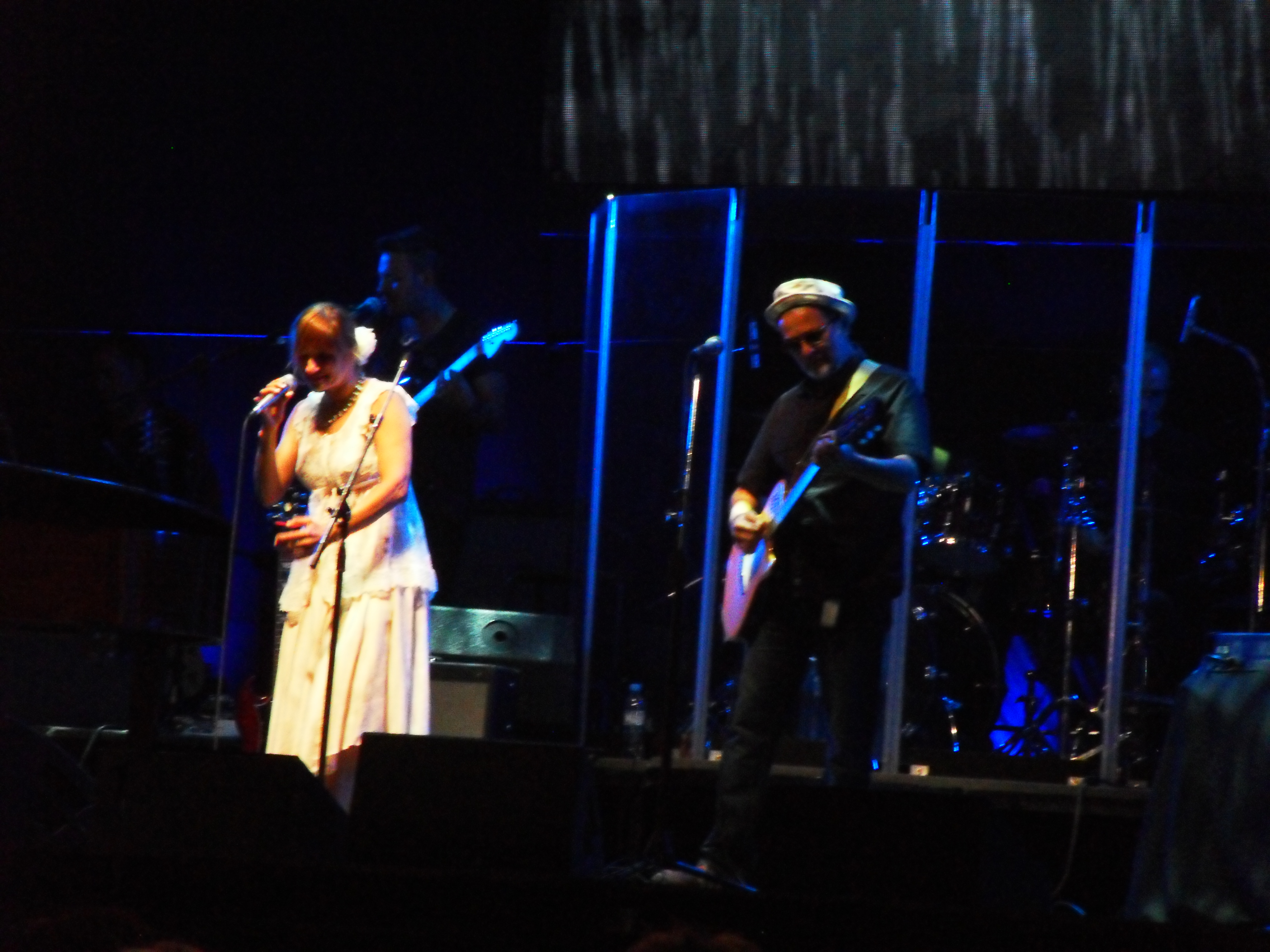
Lizarazu y Losavio en concierto.

### Man Ray
- Man Ray (1988)
- Perro de Playa (1991)
- Hombre Rayo (1994)
- Piropo (1995)
- Aseguebú (1996)
- Ultramar (1997)
- Larga distancia (1999)
- Purpurina (2013)

### Los Twist
- Cataratas musicales (1991)
- El cinco en la espalda (1994)

### Como invitado
- Puertos de María Rosa Yorio (1986)
- Joven blando de Gustavo Bazterrica (1987)
- Algo mejor de Fabiana Cantilo (1991)
- Sol en cinco de Fabiana Cantilo (1995)
- Alvear, Una Noche En Buenos Aires de Fernando Samalea (2005)

### Como productor
- El Salmón de Andrés Calamaro (2000)
- Salam Alemcum! de Andy Chango (2002)
- Agua abrazada  de Liese Lange (2002)
- Tangos de la cripta de Los Esquiafos (2002)
- El mundo no es un mar de rosas de Luis Rodrigo (2003)
- Antojo de Palo Pandolfo (2004)
- Cuestión de amor de Maria Mulata (2005)
- Para mi, para vos (artistas varios) (2005)
- ¡Basta Cuino! de Marcelo Scornik (2005)
- Al maestro con cariño - Tributo de Luis Alberto Spinetta (2006)
- Electrofree - K de Electrofree - K (2006)
- Como dominar la situación de Bioy 2.0 (2007)
- Losavio sessions de Orge & Caro (2008)
- La Lengua Popular de Andrés Calamaro (2008)
- Ritual criollo de Palo Pandolfo (2008)
- Sigamos de Alejandro Desilvestre (2015)

## Filmografía
- Mapuche, nación que vuelve (2005)
- Cara de queso (banda sonora) (2006)
- Raúl (2010)